# Gregori II d'Alexandria
Gregori II d'Alexandria (grec: Γρηγοριος Β’) va ser patriarca ortodox d'Alexandria de l'any 1316 al 1350.
Després de la seva elevació al tron patriarcal d'Alexandria, el patriarca de Constantinoble Joan Glicàs el va convidar a col·laborar en la discussió per buscar solucions als problemes de l'Església. Durant el seu mandat, hi van haver tensions entre els patriarcats d'Alexandria i de Jerusalem, especialment pel que fa a la jurisdicció del Mont Sinaí.